# Tjasker De Hoeve
De Tjasker De Hoeve is een poldermolen bij het Fries-Stellingwerfse dorp Oldeholtpade, dat in de Nederlandse gemeente Weststellingwerf ligt.
Deze maalvaardige paaltjasker werd in 1975 gebouwd en geplaatst bij de waterpijpen van een eendenkooi aan de Oudvaart bij Sneek. De molen werd in 1980 afgebroken en opgeslagen, maar later herplaatst op zijn huidige locatie in een natuurgebied van Staatsbosbeheer. De tjasker is een gemeentelijk monument.